# Marcella Granito
Marcella Granito (Napoli, 9 febbraio 1977) è un'attrice italiana di teatro, cinema e televisione.

## Biografia
Debutta come attrice/cantante alla fine degli anni '80.
Negli anni dal 1988 al 1991 al Teatro San Carlo di Napoli lavora con registi come Roberto De Simone (Requiem in memoria di Pier Paolo Pasolini), Peter Ustinov (Orfeo All'Inferno di Jacques Offenbach).
Nel teatro di prosa lavora con registi come Peter Greenaway (100 objects to represent the world, 1997), Robert Wilson (Persephone, 1997), Carlo Emilio Lerici (Vuoto di scena, 2000), Mario Santella (Tutti innocenti, 2001), Mico Galdieri (Il morto sta bene in salute, 2001), Giacomo Rizzo (Una vacanza forzata, 2002), Judith Malina (Enigmas, 2003) e molti altri.
Al cinema lavora con Matteo Garrone (L'imbalsamatore, 2002), Andrea Frazzi e Antonio Frazzi (Certi bambini, 2004).
In televisione partecipa, in ruoli minori, alle serie televisive Don Matteo 5 e La squadra 7. 
Nell'anno 2008 entra a far parte del cast de La nuova squadra e in seguito ne La nuova squadra 2 nel ruolo principale della boss Lucia Profeta.
Nel 2019 interpreta Annalaura nella quarta stagione della serie Sky Gomorra - La serie  nell'undicesima puntata.
Nel 2021 interpreta Concetta Iodice nella prima stagione della serie RAI Il commissario Ricciardi nella seconda puntata.

## Vita privata
È sposata con il rapper ShaOne dello storico gruppo napoletano  La Famiglia .

## Teatrografia parziale
- 1988/1991 Attrice/Corista Coro Voci Bianche del Teatro San Carlo di Napoli
- 1996 Un marito ideale regia di Guglielmo Guidi
- 1997 Le bugie con le gambe lunghe regia di Marcello Cotugno
- 1998 100 Allegories to represent the world regia di Peter Greenaway
- 1998 L'egiziana di notre dame regia di G.Guidi
- 1998 Soli con tutti regia di G.Guidi
- 2000 Al di là del muro regia di M. Granito e di E. Mormile
- 2001 Vuoto di scena regia di Carlo Emilio Lerici
- 2001 Tutti innocenti regia di Mario Santella
- 2001 Il morto sta bene in salute regia di Mico Galdieri
- 2001 Stagni d'ansia regia di Stefano Fabrizi
- 2002 Di più non dico regia di Gaetano Liguori
- 2002 Il desiderio preso per la coda regia di Tonino di Ronza
- 2003 Una vacanza forzata regia di Giacomo Rizzo
- 2003 Enigmas regia di Judith Malina
- 2004 Coralità regia di Tonino di Ronza
- 2005 Cave canem tratto da Animal Farm di George Orwell regia di Mattatoio teatro
- 2005 Collasso di cuori regia di Bonriposi/Tordoni
- 2006 3 giorni regia di Bonriposi/Tordoni
- 2007 Il viaggio regia di Bonriposi/Tordoni
- 2007 Famiglia (se i sospiri avessero parola) di Bonriposi/Tordoni
- 2008 Antigone regia di Tonino di Ronza (Accademia di Belle Arti di Napoli)
- 2009 OZ regia di laboratorio365 liberamente tratto da Il Mago di Oz
- 2010 Amore mio regia di laboratorio365 adattamento di Romeo e Giulietta di W. Shakespeare
- 2013 Garage regia di Lello Serao
- 2018 Full 'E Fools di Paolo Romano regia Crown Theater

## Filmografia parziale

### Cinema
- L'imbalsamatore, regia di Matteo Garrone (2002)
- Certi bambini, regia di Andrea e Antonio Frazzi (2004)

### Televisione
- Don Matteo 5 – serie TV, episodio 16 (2006)
- La nuova squadra - serie TV, 29 episodi (2008-2009)
- Gomorra 4 - La serie – serie TV, episodio 11 (2019)
- Il commissario Ricciardi – serie TV, episodio 2 (2021)
- I bastardi di Pizzofalcone - Terza serie – serie TV, episodio 1 (2021)
- Mare fuori - Seconda stagione – serie TV, episodio 3 (2021)